# Evangelii gaudium
Pour les articles homonymes, voir EG.
Evangelii gaudium (« la joie de l'Évangile ») est la première lettre d'exhortation apostolique émise par le pape François le 24 novembre 2013 lors d'une messe solennelle clôturant symboliquement l'« Année de la foi (de) ». Elle touche différents sujets tels que l'obligation qu'ont les chrétiens envers les pauvres ainsi que leur devoir de maintenir un ordre économique, politique et légal juste. Elle appelle les disciples du Seigneur à témoigner de leur appartenance évangélisatrice de façon toujours nouvelle.
À la différence des lettres d'exhortation apostolique des papes précédents, Evangelii gaudium n'est pas écrite dans un style académique, mais plutôt dans un langage facilement compréhensible.

## Histoire
La lettre Evangelii gaudium a été émise par le pape François le 24 novembre 2013 lors d'une messe solennelle clôturant symboliquement l'« Année de la foi (de) ». Elle a été remise à 36 personnes, évêques, prêtres, religieux et religieuses, représentants des mouvements d'Église, deux journalistes et deux artistes, le sculpteur japonais Etsuro Sotoo et la peintre polonaise Anna Gulak, ainsi qu'à une aveugle qui a reçu le document sous forme auditive.

## Présentation
En règle générale, les exhortations apostoliques sont le fruit de travaux de synode, mais, dans le cas d'Evangelii gaudium, cette exhortation est le fruit du travail du pape François, même s'il s'est inspiré du Synode des évêques sur la nouvelle évangélisation pour la transmission de la foi chrétienne.
Cette exhortation s'adresse aux évêques, aux prêtres et aux diacres, aux personnes consacrées, et à tous les fidèles laïcs. Elle concerne l'annonce de l'évangile dans le monde d'aujourd'hui. 
L'exhortation veut montrer que l'évangélisation est constitutive de l'Église et de la vie chrétienne. Elle expose un style de vie qui correspond à l'évangélisation et souhaite une « conversion pastorale » (§ 24) du clergé et des fidèles. L'apostolat doit avoir pour origine l'émerveillement du croyant devant la foi et doit « révéler la beauté et l'amour salvifique de Dieu manifesté en Jésus-Christ » (§ 36) puis instruire à la foi. Elle indique également des points non négociables  : le « sacerdoce réservé aux hommes » et la dignité des enfants à naître, autrement dit le refus de tout avortement. « On ne doit pas s’attendre à ce que l’Église change de position sur cette question », prévient-il.
L'exhortation appelle à un témoignage nouveau des disciples du Seigneur (§ 92) :

« En cette époque précisément, et aussi là où se trouve un « petit troupeau » (Lc 12, 32), les disciples du Seigneur sont appelés à vivre comme une communauté qui soit sel de la terre et lumière du monde (cf. Mt 5, 13-16). Ils sont appelés à témoigner de leur appartenance évangélisatrice de façon toujours nouvelle. »

Dans le chapitre 4 (la dimension sociale de l'évangile), en ce qui concerne le bien commun et la paix sociale (section III), reprenant une image qu'il avait déjà employée à Vérone, le 21 novembre 2013, lors d’un message vidéo commentant le thème d’un colloque sur la doctrine sociale de l’Église, le pape parle du polyèdre comme modèle pour exprimer la pluralité des peuples que compose l’unique famille humain (§ 236) :

« Le modèle n’est pas la sphère, qui n’est pas supérieure aux parties, où chaque point est équidistant du centre et où il n’y a pas de différence entre un point et un autre. Le modèle est le polyèdre, qui reflète la confluence de tous les éléments partiels qui, en lui, conservent leur originalité. Tant l’action pastorale que l’action politique cherchent à recueillir dans ce polyèdre le meilleur de chacun. Y entrent les pauvres avec leur culture, leurs projets, et leurs propres potentialités. Même les personnes qui peuvent être critiquées pour leurs erreurs ont quelque chose à apporter qui ne doit pas être perdu. C’est la conjonction des peuples qui, dans l’ordre universel, conservent leur propre particularité ; c’est la totalité des personnes, dans une société qui cherche un bien commun, qui les incorpore toutes en vérité. »